# 大和保男
大和 保男（やまと やすお、1933年 - ）は、日本の陶芸家。萩焼作家。山口県山口市出身。山口県立大学大学院非常勤講師。山口県指定無形文化財萩焼保持者。

## 経歴
小学生の頃、第二次世界大戦の影響で陶工が召集されたことにより、大和が代わりに窯の手伝いを始めることになる。中学生になると、父の指導により本格的な陶工に成長した。
1980年より、日本工芸会山口支部幹事長に就任。
1988年、山口県指定無形文化財に指定された。
2000年には、フランスで「萩焼400年パリ展」を開催するなど海外にも活動の幅を広げた。

## 著書
- 『萩焼異伝 逆さ獅子 激浪の遙かに』ザメディアジョン、2005年11月1日

## 受賞・栄典
- 光風会展工芸賞受賞（1957年）
- 日展入選（1959年）
- 山口県芸術文化振興奨励賞（1973年
- 日本伝統工芸展入選（1975年）
- 日本工芸会山口支部展支部長賞（1979年）
- 日本工芸会山口支部展支部長賞（1984年）
- 朝日新聞社賞（1986年）
- 田部美術館「茶の湯の造形展」奨励賞（1986年）
- 山口県選奨（1989年）
- 中国文化賞（1992年）
- 日本工芸会賞（2005年）
- 旭日小綬章（2007年）